# Bernard Knight
Pour les articles homonymes, voir Knight.
Bernard Knight, né le 3 mai 1931 à Cardiff au Pays de Galles, est un médecin légiste, un professeur de médecine légale et un écrivain britannique, auteur de roman policier. Il utilise le pseudonyme de Bernard Picton.

## Biographie
Il fait des études de médecine à la Cardiff University School of Medicine (en) de l'université du pays de Galles où il obtient ses Bachelors of Medicine and Surgery en 1954.
De 1959 à 1962, il est professeur de médecine légale à l'université de Londres. Il devient maître de conférences à l'université de Newcastle upon Tyne de 1965 à 1968, puis à l'université de pays de Galles. Il est promu professeur de médecine légale en 1980 jusqu'à sa retraite en 1996 recevant le titre de professeur émérite de l'université.
En tant que médecin légiste, il participe à différentes enquêtes, dont celle du couple de tueurs en série Fred West et Rosemary West. Il est impliqué dans la première utilisation de l'ADN pour confirmer l'identité d'un corps, celui de Karen Price (en)
en 1989.
En 1963, il publie son premier roman The Lately Deceased sous le pseudonyme de Bernard Picton. En 1966 paraît Beaucoup de tenue (Mistress Murder) dans lequel, selon Claude Mesplède, « l'auteur développe la vie et la fuite d'un ancien tortionnaire nazi caché depuis vingt ans sous une façade respectable en Angleterre. Les deux faces du personnage de Golding, le notable et le trafiquant sans pitié sont bien analysées ».
En 1998, il commence une série de romans policiers historiques la Crowner John Mysteries (en) située au XIIe siècle. Il participe également, sous le pseudonyme collectif The Medieval Murderers, à la série éponyme.

## Œuvre

### Romans signé Bernard Knight

#### SérieJohn Crowner
- The Sanctuary Seeker (1998)
- The Poisoned Chalice (1998)
  - Le Calice empoisonné, Pygmalion (2012)
- Crowner's Quest (1999)
  - Le Trésor de Saewulf, Pygmalion (2010)
- The Awful Secret (2000)
- The Tinner's Corpse (2001)
- The Grim Reaper (2002)
- Fear In the Forest (2003)
- The Witch Hunter (2004)
  - Le Chasseur de sorcières, Pygmalion (2009)
- Figure of Hate (2005)
- The Elixir of Death (2006)
- The Noble Outlaw (2007)
  - Meurtres pour un manoir, Pygmalion (2013)
- The Manor of Death (2008)
- Crowner Royal (2009)
  - Meurtres au bord de la Tamise, Pygmalion (2011)
- A Plague of Heretics (2010)

#### SérieDr Richard Pryor
- Where Death Delights (2011)
- According to the Evidence (2010)
- Grounds for Appeal (2011)

#### Autres romans
- Lion Rampant (1972)
- Madoc, Prince of America (1977)
- Brennan (2003)
- Dead in the Dog (2012)

### Romans signés Bernard Picton
- The Lately Deceased (1963)
- The Thread of Evidence (1965)
- Mistress Murder (1966)
  - Beaucoup de tenue, Série noire no 1142 (1967)
- Russian Roulette (1968)
- Policeman's Progress (1969)
- Tiger at Bay (1970)
- The Expert (1976)

### Ouvrage non fictionnel signé Bernard Picton
- Murder, Suicide or Accident (1971)

## Sources
- Claude Mesplède, Les Années "Série noire" : bibliographie critique d'une collection policière, vol. 3 : 1966-1972, Amiens, Editions Encrage, coll. « Travaux / 22 », 1994 (ISBN 978-2-906389-53-3), p. 86.
- Claude Mesplède et Jean-Jacques Schleret, SN, voyage au bout de la Noire : inventaire de 732 auteurs et de leurs œuvres publiés en séries Noire et Blème : suivi d'une filmographie complète, Paris, Futuropolis, 1982 (OCLC 11972030), p. 296
- Claude Mesplède et Jean-Jacques Schleret, SN Voyage au bout de la Noire (additif mise à jour 1982-1985), Futuropolis, p. 120, 1985